# Arthur Ashkin

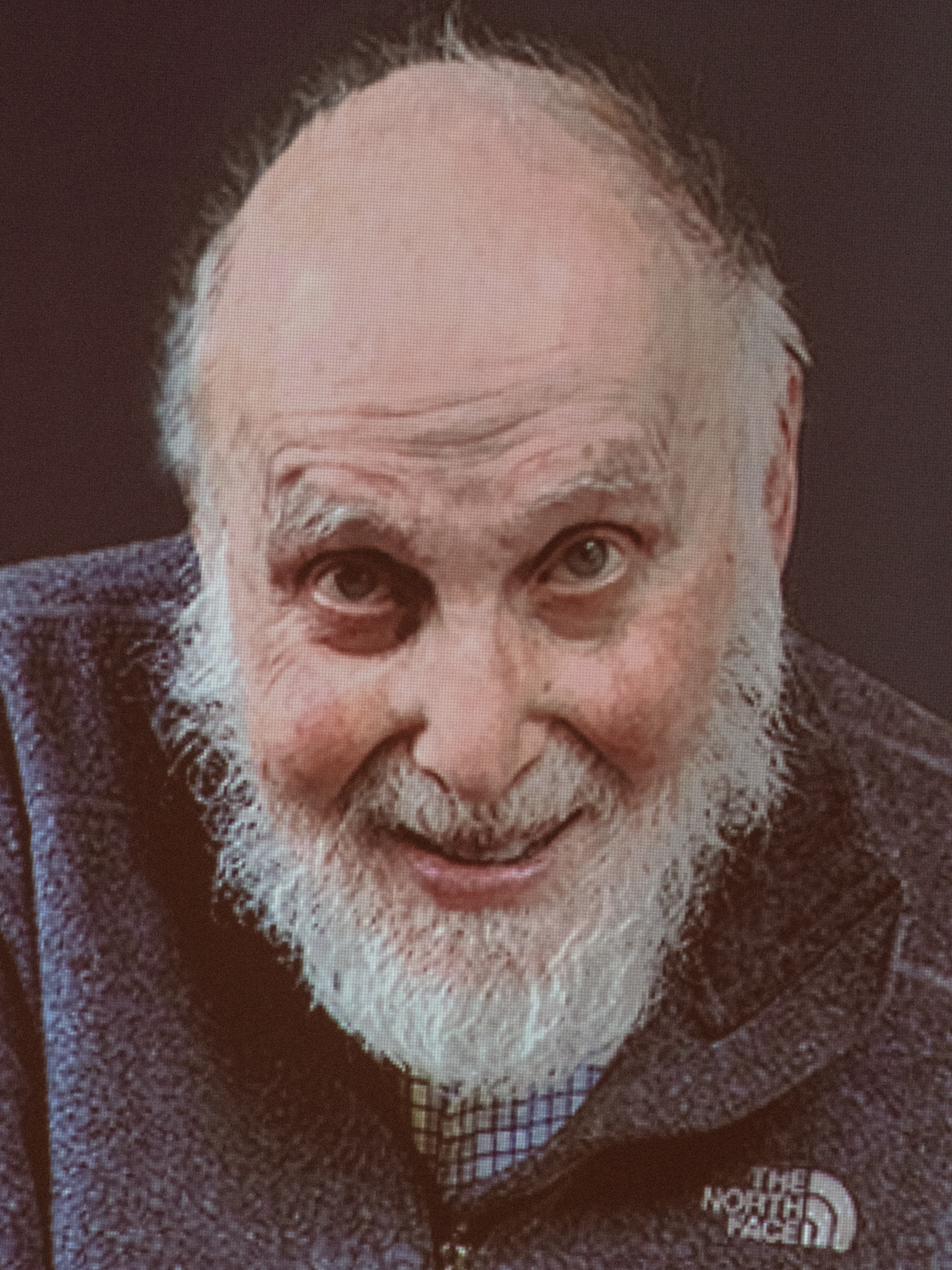
Arthur Ashkin, 2018

Arthur Ashkin (* 2. September 1922 in Brooklyn, New York City, New York; † 21. September 2020 in Rumson, New Jersey) war ein US-amerikanischer Experimentalphysiker. Ashkin erhielt den Nobelpreis für Physik im Jahr 2018 zusammen mit Gérard Mourou und Donna Strickland für „bahnbrechende Erfindungen im Bereich der Laserphysik“ zuerkannt.
Arthur Ashkin war mit 96 Jahren zum Zeitpunkt der Verleihung der älteste je mit dem Nobelpreis Geehrte. Im Folgejahr wurde er in dieser Beziehung von John Bannister Goodenough abgelöst.

## Leben
Ashkin, der aus einer jüdischen Familie stammt, wuchs in Brooklyn auf und studierte am Columbia College (Bachelor 1947). Sein Studium unterbrach er von 1942 bis 1946, um am Radiation Laboratory des Massachusetts Institute of Technology als Radartechniker zu arbeiten. 1952 wurde er an der Cornell University promoviert. Ab 1952 war er an den Bell Laboratories, wo er 1992 in den Ruhestand ging. Er arbeitete aber danach in seinem eigenen Labor weiter. Von 1963 bis 1987 war er an den Bell Laboratories Leiter der Abteilung Laserphysik und er forschte an den Bell-Labs über Mikrowellen, nichtlineare Optik und Laser-Fallen.
Er gilt als Vater des Optical Trapping, des Prinzips, Atomfallen mit Lasern zu bauen, und von optischen Pinzetten. Unter anderem dafür erhielt sein Kollege Steven Chu, mit dem er zusammenarbeitete, den Nobelpreis. Erste Experimente führte Ashkin dazu 1967 aus: er zeigte, wie man kleine Latex-Kugeln (Durchmesser im Mikrometerbereich) mit Lasern bewegen und auch einfangen konnte. Der Einfang von Atomen gelang dann nach der Entwicklung von optischen Kühlungstechniken (durch Theodor Hänsch, Arthur Schawlow, John L. Hall und andere) der Gruppe von Ashkin und Chu Mitte der 1980er Jahre. Ashkin wandte die optische Pinzette in der Folge auf biologische Objekte (Bakterien, Viren, Körperzellen) an.
Er machte mit Kollegen die erste Beobachtung von Frequenzverdopplung (Second harmonic generation) an Dauerstrichlasern (cw Laser), parametrischer Verstärkung an Dauerstrichlasern und des photorefraktiven Effekts (1966). Ashkin arbeitete auch über nichtlineare Optik, z. B. in Glasfasern, und gilt als einer der Begründer der nichtlinearen Optik in Glasfasern.
Sein Bruder Julius Ashkin (1920–1982) war ebenfalls Physiker.

## Auszeichnungen
- 1987 Quantum Electronics Award
- 1988 Charles Hard Townes Award
- 1998 Frederic Ives Medal
- 2003 Joseph F. Keithley Award For Advances in Measurement Science
- 2004 Harvey-Preis
- 2018 Nobelpreis für Physik

## Mitgliedschaften
- 1984 Mitglied der National Academy of Engineering
- 1996 Mitglied der National Academy of Sciences
- Ehrenmitglied der Optical Society of America
- Fellow der American Association for the Advancement of Science
- Fellow der American Physical Society

## Schriften (Auswahl)
Außer den in den Referenzen zitierten Arbeiten.
- Acceleration and Trapping of Particles by Radiation Pressure, Phys. Rev. Lett., Band 24, 1970, S. 156
- Trapping of Atoms by Resonance Radiation Pressure, Phys. Rev. Lett., Band 40, 1978, S. 729
- History of optical trapping and manipulation of small-neutral particle, atoms, and molecules, IEEE Journal of Selected Topics in Quantum Electronics, Band 6, 2000, S. 841–856
- Optical trapping and manipulation of neutral particles using lasers, World Scientific 2006